# Nedre Mjövattnet
Nedre Mjövattnet är en sjö i Älvsbyns kommun i Norrbotten och ingår i Alterälvens huvudavrinningsområde. Sjön är 16 meter djup, har en yta på 0,351 kvadratkilometer och befinner sig 66,1 meter över havet. Sjön avvattnas av vattendraget Alterälven.

## Delavrinningsområde
Nedre Mjövattnet ingår i det delavrinningsområde (729736-174516) som SMHI kallar för Utloppet av Nedre Mjövattnet. Medelhöjden är 94 meter över havet och ytan är 1,96 kvadratkilometer. Räknas de 9 avrinningsområdena uppströms in blir den ackumulerade arean 133,37 kvadratkilometer. Avrinningsområdets utflöde Alterälven mynnar i havet. Avrinningsområdet består mestadels av skog (69 procent). Avrinningsområdet har 0,92 kvadratkilometer vattenytor vilket ger det en sjöprocent på 15,9 procent.